# Tatort: Kinderspiel
Kinderspiel ist ein österreichischer Fernsehkrimi aus dem Jahr 1992. Das Drehbuch schrieb Peter Zingler, Regie führte Oliver Hirschbiegel. Es war die insgesamt 261. Tatort-Folge und der fünfte Fall von Inspektor Fichtl (Michael Janisch) als Hauptermittler, allerdings waren von dessen neun Folgen nur acht Folgen der offiziellen Tatort-Reihe, sein erster Fall war eine Tatort-Folge des ORF, die nur in Österreich erstausgestrahlt und in Deutschland nur einmal im Hessischen Rundfunk im Fernsehen gezeigt wurde. Fichtl und sein Team haben es mit einer jugendlichen Diebesbande und der Ermittlung von deren Hintermännern zu tun.

## Handlung
Eine Gruppe nicht strafmündiger Ausländerkinder raubt ältere Frauen in der Wiener Innenstadt gewerbsmäßig aus. Fichtl und sein Team hören unterdessen einen eindringlichen Vortrag des amerikanischen Kriminologen Haller über die steigende Jugendkriminalität in den USA und Europa. Als Fichtl und seine neue Assistentin Inspektorin Susanne Kern mit ihrem aus Österreich stammenden Gast über den Prater gehen und Haller und Fichtl in einem Fahrgeschäft sitzen, wird Kern von der Jugendbande überfallen. Als sie das Kind, das ihr die Handtasche entreißen wollte, festhält, sticht sie ein anderer aus der Gruppe, Istvan, mit einer angeblich mit HIV präparierten Spritze, woraufhin ein Großteil der Bande entkommen kann, Haller gelingt es jedoch, einen der Jungen, Mirko, zu fangen. Ob Kern wirklich mit HIV infiziert wurde, wird sich erst in sechs Monaten herausstellen, ihr Dienstausweis und ihre Waffe wurden von der Bande gestohlen. Der Gangster Mangold, in dessen Auftrag die Kinderbande unterwegs ist, schlägt Istvan, weil der damit die Weiterführung der Diebstähle in Gefahr bringt. Da Fichtl und sein Team mit dem Verhör von Mirko nicht weiterkommen, übernimmt Haller. Einer der Handlanger Mangolds, Carlo, gibt sich als Vater des Jungen aus und holt diesen aus dem Sicherheitsbüro ab, bevor Haller etwas aus diesem herausbekommt. Dr. Putner schickt Kern unterdessen nach Hause, da diese krankgeschrieben wurde. 
Am nächsten Tag wird die Bande wieder auf Diebestour geschickt, Mirko und Istvan sollen vorerst im Versteck bleiben. Da Istvan Geld braucht, um in die USA auswandern zu können, ist er darüber frustriert. Er erzählt seinem Freund Joole, dass er, würde er zurück nach Ungarn geschickt werden, die ganze Bande hochgehen lassen würde. Er wisse, wer der Boss ist, er habe ihn gesehen, wie er mit Mangold abgerechnet habe. Carlo hört heimlich alles mit und informiert Mangold über das Wissen des Jungen. Putner ordnet unterdessen an, dass Fichtl und Haller zusammenarbeiten sollen, zudem lässt Putner Razzien an den Ausländerschwerpunkten durchführen, Fichtl ist über beide Maßnahmen unglücklich, doch Putner meint, es sei ein „Kinderspiel“, die Bande zu finden. Kern hat unterdessen in der Kartei Istvan als den Spritzenstecher identifiziert. Sie hat sich wieder eine Dienstwaffe und einen Ausweis geben lassen und will auf eigene Faust die Täter stellen. Putner lässt derweil eine Razzia in dem von Mangold geführten Lokal Zentral durchführen. Dort begegnet er auch dem ihm bekannten Geschäftsmann Ostjek, der ebenso wie Mangold beteuert, nichts über die Kinderbande zu wissen. Ostjek ist ein rechtspopulistischer Parteifreund von Putner. Fichtl sucht wieder einmal seinen Informanten, den Kleinkriminellen Fredi Pöckl,  auf, doch dieser will ihm nicht den Hehler der Kinder verraten. 
Carlo schafft auf Geheiß des Bosses der Bande Istvan und Mirko zurück nach Budapest ins Waisenhaus, im Austausch kommen zwei andere Kinder von dort in die Bande. Heller kann durch eine rabiate Befragung eines Kleingangsters herausbekommen, wo die Jugendlichen zu finden sind, Kern bekommt von Pöckl im Prater den gleichen Hinweis. Während Fichtl, Haller und Hollocher ergebnislos das Zentral wieder verlassen, beobachtet Kern später, wie Carlo Joole ins Lokal hineinschleppt, der bei einem Wohnungseinbruch Geld unterschlagen hat. Pöckl, der ebenfalls im Lokal ist, informiert Fichtl. Als Carlo Joole zu Mangold bringen will, kann dieser entkommen, wird aber vor dem Zentral von Kern aufgegriffen. Fichtl und sein Team treffen Mangold und Carlo an, diese behaupten, Istvan nicht zu kennen. Fichtl lässt den Tresor in Mangolds Büro von Pöckl aufschweißen. Im Tresor findet Fichtl neben diversem Diebesgut auch Kerns Waffe und Dienstausweis. Joole bringt Kern zum Versteck der Bande, dort erfährt er, dass sein Freund Istvan zurück nach Budapest gebracht wurde, er fährt mit Kern dorthin. Unterdessen erhält der Killer Karras vom Drahtzieher der Bande den Auftrag, Istvan zu töten, dieser kann ihm aber in einem Waldstück entkommen. Fichtl nimmt mit seinen Leuten aufgrund eines Hinweises von Carlo das Versteck der Bande hoch, dort erfahren sie von Mika, dass Istvan nach Budapest gebracht wurde und Kern und Joole ihm gefolgt sind. Fichtl, Hollocher und Haller fahren unerlaubterweise ebenfalls nach Budapest. Ungewollt gibt Putner am nächsten Morgen seinem Parteifreund Ostjek, der der Drahtzieher der Bande ist, den Hinweis darauf, dass Fichtl und seine Leute auf den Weg nach Budapest sind. Dieser telefoniert mit Karras, der ihm mitteilt, dass Istvan entkommen ist, Ostjek befiehlt, dass er diesen findet und tötet. Kern und Joole fahren zum Waisenhaus, Kern beobachtet dort, dass auch Fichtl, Hollocher und Haller dort eintreffen. 
Joole erfährt von einem anderen Waisenkind, dass Istvan von Karras mitgenommen wurde, dieser hört das Gespräch mit. Joole erklärt Kern, dass er nun wisse, wo Istvan ist, er müsse allerdings allein dorthin. Fichtl versucht unterdessen, aus dem angeblichen Pfarrer Janosch, der das Heim leitet, etwas herauszubekommen, weder er noch eines der Kinder wollen Istvan je gesehen haben. Kern taucht bei Fichtl auf und sagt diesem, dass Ostjek soeben eingetroffen sei. Dieser behauptet, das Waisenhaus aus Wohltätigkeit zu finanzieren. Karras folgt Fichtl und seinem Team und behält diese im Auge. Joole sucht Istvan auf und drängt ihn dazu, mit ihm zusammen zu Kern zu gehen und ihr alles zu sagen, sie würde ihnen helfen. Joole sucht daraufhin Kern und die anderen Beamten auf und informiert sie über den Treffpunkt mit Istvan am Abend. Istvan erblickt  in dem Nachtclub, in dem das Treffen vereinbart ist, aber nicht nur Joole und Kern, sondern auch Karras, und flüchtet. Karras verfolgt Istvan und ist dabei, den Jungen zu erschießen, doch Haller kann ihn zuvor töten. Allerdings kann Istvan nicht mehr gerettet werden, der verletzte Junge stürzt vom Pfeiler einer Donau-Brücke in den Tod. Sterbend kann er Kern noch sagen, dass die Spritze sauber war und er sie nicht mit HIV infiziert hat.

## Einschaltquoten und Hintergrund
Der Tatort Kinderspiel erreichte bei seiner Erstausstrahlung in der ARD 12,81 Mio. Zuschauer, was einer Quote von 48,2 % entsprach. Der Film erhielt den Adolf-Grimme-Preis 1993. Drehbuchautor Peter Zingler spielt hier wiederum eine Nebenrolle als Einbrecher Fredi Pöckl.

## Kritik
TV Spielfilm bewertete den Film positiv und meint: „Angejahrter Krimi mit aktueller Problematik“.